# Eduardo Pavlovsky
Eduardo Pavlovsky, genannt Tato Pavlovsky, (* 10. Dezember 1933 in Buenos Aires; † 4. Oktober 2015) war ein argentinischer Dramaturg, Schauspieler, Schriftsteller und Psychiater.

## Leben
Eduardo Pavlovsky entstammt einer russischen Einwandererfamilie; der Schriftsteller Alejandro Pavlovsky und der Agraringenieur Aaron Pavlovsky sind seine Großväter.
Pavlovsky studierte unter anderem Medizin und Psychologie an der Universidad de Buenos Aires und konnte das Studium mit einer Promotion abschließen. Im Anschluss daran wirkte er für einige Zeit als psychologischer Betreuer in einem Krankenhaus seiner Heimatstadt.
Durch seine Bekanntschaft mit Pedro Asquini und Alejandra Boero kam er zum Theater und dabei fand vor allem das absurde Theater sein Interesse. Daneben begann er neben medizinischen Fachbüchern und Artikeln auch selbst fürs Theater zu schreiben. Außerdem nahm er auch Rollenangebote an und war mehrfach als Schauspieler im Kino oder auf der Bühne zu sehen.

## Ehrungen
- 1989 Premio Molière
- 2001 Premio Konex

## Filmografie (Auswahl)
- 1970: El santo de la espada (Regie: Leopoldo Torre Nilsson)
- 1984: Die Kinder des Krieges (Los chicos de la guerra / Regie: Bebe Kamin)
- 1984: Cuarteles de invierno (Regie: Lautaro Murúa)
- 1986: Die Leidenschaft der Miss Mary (Miss Mary / Regie: María Luisa Bemberg)
- 1998: La nube (Regie: Pino Solanas)
- 2001: Contraluz (Regie: Bebe Kamin)
- 2002: Potestad (Regie: Luis César D’Angiolillo)

## Werke (Auswahl)
Sachbücher
- Adolescencia y mito. Buenos Aires 1977
- Espacios y creatividas. Buenos Aires  1980 (zusammen mit Hernán Kesselman)
- Multiplicación dramática. Buenos Aires 1989 (zusammen mit Hernán Kesselman)
- Proceso creador. Terapia y existencia. Buenos Aires 1984
- Psicodrama psicoanalítico en grupos. Buenos Aires 1970 (zusammen mit Carlos Martínez und Fidel Moccio)
- Psicoterapia de grupo de niños y adolescentes. Buenos Aires 1968
- Reflexiones sobre el proceso creador. Buenos Aires 1976

Theaterstücke
- Un acto rápido. 1965
- La espera trágica. 1962
- La muerte de Marguerite Duras. 2000
- Potestad. 1985
- Rojos globos rojos. 1994
- Solo Brumas. 2009
- Último match. 1971